# Gábor Dénes Egyetem
A Gábor Dénes Egyetem (2023-ig Gábor Dénes Főiskola) egy magyar felsőoktatási intézmény Budapesten. Az egyetemen lehetőség van munka mellett megszerezni az informatikai profilú oklevelet.
A több mint 30 éves múltra visszatekintő egyetem mindig élen járt az innovációban, nemcsak követi a trendeket, hanem alakítja is azokat. Elsőként itt jelent meg a távoktatás, és első volt a digitális oktatás bevezetésében is. A legkorszerűbb gyakorlati tudás átadása érdekében a GDE külön figyelmet fordít a munkaerőpiaci igényekhez való alkalmazkodásra, a digitális oktatástechnológiai eszközök és módszertan hatékony alkalmazására, valamint a vállalati partnerek oktatásba történő bevonására. 
A hallgatók a képzéseik során olyan speciális tudást sajátíthatnak el, mint például a banki szektorban egyre nagyobb teret nyerő fintech technológia; az üzleti intelligencia, a robotika alapjai, a dróntechnológia és nem utolsósorban a mesterséges intelligencia felhasználási lehetőségei. Emellett az egyetem rövid, mikrotanúsítványt nyújtó online szakmai kurzusokat is kínál, amelyeken a résztvevők a legújabb technológiákkal és ismeretekkel frissíthetik, bővíthetik tudásukat.
Az egyetemen önköltséges finanszírozási forma mellett államilag támogatott képzésre is jelentkezhetnek a hallgatók. Az intézmény három évtizedes tapasztalatára és vállalati kapcsolati hálójára építve olyan elméleti és gyakorlati tudásra tesznek szert, amely megkönnyíti a későbbi – és akár már az egyetemi évek ideje alatti – munkavállalást.

## Története
Alapítványi fenntartású főiskolaként hozta létre az LSI Oktatóközpont és a SZÁMALK Rendszerház Rt., a Magyar Köztársaság 1027/1992.-es (V. 12.) Kormányhatározata alapján. Az intézmény az elektronikus távoktatás e-learning magyarországi úttörője volt.[forrás?]
Az 1992-es alapítástól fogva működik a műszaki informatikus szak. Az 1999/2000-es tanévben elindult a gazdasági informatika szak (jelenleg informatikus közgazdász), a 2003/2004-es tanévben pedig a műszaki menedzser szak. A 2006/2007-es tanévben az intézmény elindította a bolognai irányelvek szerint kialakított BSc/BA képzéseit. A felsőfokú (OKJ-s) szakképzések 2013-tól megszűntek az intézményben, helyüket az új felsőoktatási szakképzések vették át a jogszabályi változásoknak megfelelően.
A nemzeti felsőoktatásról szóló 2011-es törvény módosítása nyomán kapott egyetemi rangot, 2023. február 1-jétől nevében is az alkalmazott tudományok egyetemeként működik tovább.

## Campusok

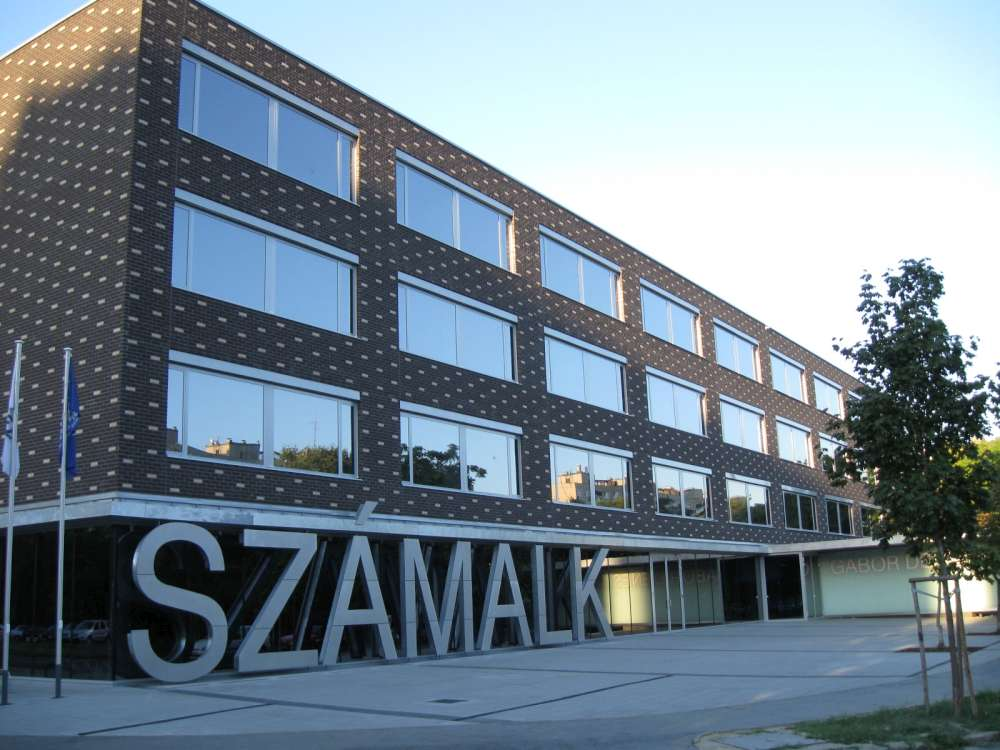
A budapesti Mérnök utcai épület

- 2007. december 1-jétől az intézmény egy központi campuson, a Budapest XI. Etele út 68. alatt működött. Korábban az oktatás két helyen folyt: az Etele úti és a Bécsi úti campusokon. 2009. július 20-tól az intézmény campusa az Etele út alól az 1119 Mérnök utca 39. alá költözött.
- 2013-ig a vidéki hallgatók képzése a választott konzultációs helyszínen történt, a határon túli magyar nyelvű területeken élő hallgatók a külföldi központokat vehették igénybe, ám ezek 2013-tól megszűntek.
- 2016-tól az intézménynek megnyílt egy Budapesten kívüli oktatási központja is Siófokon.[3]
- 2017. augusztus 1-től az intézmény a Mérnök utcai épületből a szomszédos Fejér Lipót utca 70. alá költözött.

## Képzési programok
2024/25-ös tanév:

### Alapképzések
- gazdálkodási és menedzsment
- gazdaságinformatikus
- mérnökinformatikus
- műszaki menedzser

### Mesterképzések
- gazdaságinformatikus
- mérnökinformatikus

### Felsőoktatási szakképzések
- gazdálkodási és menedzsment
- gazdaságinformatikus
- mérnökinformatikus [hálózati informatikus]
- mérnökinformatikus [rendszergazda]

### Szakirányú továbbképzések
- Adatvédelmi és információbiztonsági menedzser
- ESG-fókuszú vállalati szaktanácsadó

## Hallgatói élet
- Hallgatói Önkormányzat
- ERASMUS hallgatói mobilitás
- sportnapok
- pályázatok, versenyek
- tudományos diákköri tevékenység
- gólyatábor, gólyabál

## Az egyetem felelősségvállalása
- Microsoft Certified Professional, CISCO CCNA/CCNP minősített oktatási képzések
- Hivatalos CADKEY képzőközpont
- ingyenes tankönyvek és segédletek az állami finanszírozású képzésben részvevőknek is
- az előadások tematikája, vázlata, bemutatói elérhetők interneten és CD-n is
- ILIAS e-learning keretrendszer üzemeltetése, melyen keresztül a hallgatók hozzáférhetnek a tanagyagokhoz, a tantárgyi fórumokon szakmai vitákat folytathatnak
- ETR tanulmányi adminisztrációs rendszer, amely az ILIAS-ba integrálva működik
- ingyenes állásközvetítő rendszer a főiskolán végzetteknek, melyen keresztül a végzet tanulók 99%-a a képesítésének megfelelő állást talál